# Aboncourt-sur-Seille
Aboncourt-sur-Seille [abɔ̃kuʁ syʁ sɛj] ist eine französische Gemeinde im Département Moselle in der Region Grand Est (bis 2015 Lothringen) mit 66 Einwohnern (Stand 1. Januar 2022). Sie gehört zum Kommunalverband Communauté de communes du Saulnois.

## Geografie
Aboncourt-sur-Seille liegt im Saulnois, 20 Kilometer nordöstlich von Nancy und 30 Kilometer südlich von Metz an der Seille, einem Nebenfluss der Mosel.

## Geschichte
Der Ortsname entstand aus dem fränkischen Namen Abbo und dem lateinischen Wort curtis für „Hof“. Er bedeutet also „Abbos Hof“.
In der Umgebung finden sich Spuren aus gallo-römischer Zeit.
Der Ort gehörte früher zum Grundbesitz des Priorats in Salonnes und der Abtei von Salival (heute ein Teil der Gemeinde Moyenvic).
1793 erhielt Aboncourt-sur-Seille (als Aboncourt) im Zuge der Französischen Revolution (1789–1799) den Status einer Gemeinde und 1801 das Recht auf kommunale Selbstverwaltung. Es gehörte von 1801 bis 1871 zum früheren Département Meurthe, das 1871 in Département Meurthe-et-Moselle umbenannt wurde. 1871 wurde die Gemeinde wegen Gebietsveränderungen durch den Verlauf des Deutsch-Französischen Kriegs (1870–1871) in das neu geschaffene Reichsland Elsaß-Lothringen des Deutschen Reiches eingegliedert. Das Reichsland Elsaß-Lothringen bestand bis zum Ende des Ersten Weltkriegs (1914–1918) und wurde danach aufgelöst. Aboncourt-sur-Seille lag in jener Zeit im Département Moselle, diese Änderung wurde auch 1918 beibehalten, als Moselle wieder Frankreich zugesprochen wurde. Aboncourt-sur-Seille gehörte als französischsprachige Ortschaft zu den 247 letzten Gemeinden, deren Name am 2. September 1915 eingedeutscht wurde. Der Name wurde zu „Abenhofen“ geändert und war bis 1918 offizieller Ortsname.

## Bevölkerungsentwicklung
| Jahr                       | 1962 | 1968 | 1975 | 1982 | 1990 | 1999 | 2008 | 2019 |
| Einwohner                  | 61   | 53   | 54   | 66   | 55   | 64   | 70   | 70   |
| Quellen: Cassini und INSEE |      |      |      |      |      |      |      |      |

## Wappen
Das Wappen der Gemeinde erinnert an die Abtei von Salival. In der heraldisch linken Hälfte ist ein silberner Lachs auf rotem Grund dargestellt, in der rechten Hälfte ein roter Schlüssel auf goldenem Grund. Der Schlüssel ist das Attribut von Saint Pierre, dem die im 18. Jahrhundert erbaute Kirche der Ortschaft geweiht ist.